# Omizodes ocellata
Omizodes ocellata là một loài bướm đêm trong họ Geometridae.